# Gåsværfjorden (Meløy)
 For alternative betydninger, se Gåsværfjorden. (Se også artikler, som begynder med Gåsværfjorden)
Gåsværfjorden er en fjord i Meløy kommune i Nordland fylke i Norge. Fjorden ligger mellem Gåsværet i nord og Meløya i syd og går 8,5 kilometer mod øst til Messøyfjorden. Fjorden har indløb mellem øgrupperne Varkgård i vest og Gåsværet i øst. Nord for Gåsværet ligger Støttfjorden, mens havområdet Ternholmfjorden ligger nord og nordøst for Varkgård.